# Blenniini
In der Tribus Blenniini sind die am wenigsten spezialisierten Gattungen der Schleimfische (Blenniidae) zusammengefasst. Sie sind durch eine undifferenzierte Bezahnung gekennzeichnet. Praemaxilliare und Dentale haben gleichförmige Incisivi. Die Fische werden fünf bis zwanzig Zentimeter lang. 

## Vorkommen
Vier Arten leben küstennah im östlichen Atlantik, davon der Seeschmetterling auch an den Küsten Europas und im westlichen Mittelmeer.

## Systematik
Heute werden nur noch vier Arten in zwei Gattungen zu den Blenniini gezählt. Die meisten früher zu den Blenniini gerechneten Arten gehören heute zu den Kammzahnschleimfischen.
- Blennius
  - Blennius normani Poll, 1949
  - Seeschmetterling (Blennius ocellaris) Linnaeus, 1758
- Spaniblennius
  - Spaniblennius clandestinus Bath & Wirtz, 1989
  - Spaniblennius riodourensis (Metzelaar, 1919)